# Alexander Gorlov
Alexander Moiseevich Gorlov (em russo:  Александр Моиcеевич Горлов; Moscou, União Soviética, 23 de março de 1931 – Boston, Massachusetts, 10 de junho de 2016) foi um engenheiro mecânico russo, professor e diretor do Hydro-Pneumatic Power Laboratory da Northeastern University em Boston, Massachusetts.

## Vida e formação
Alexander Gorlov nasceu na família de um próspero advogado. Seu pai foi preso e morreu na prisão durante os expurgos de Josef Stalin. Sua mãe também passou vários anos em campos de concentração na Rússia, o que obrigou o jovem Alexander Gorlov a passar alguns de seus anos de infância no orfanato em uma remota área dos Urais da Rússia.
Gorlov recebeu um doutorado em engenharia e teve uma carreira científica bem-sucedida em Moscou por vários anos durante o período relativamente liberal do chamado Degelo de Kruschev. Em 1975, por causa de sua amizade com Alexander Soljenítsin, Nobel de Literatura de 1970 e crítico aberto do sistema comunista, Gorlov foi forçado a romper com sua vida soviética e emigrar, estabelecendo um novo lar nos Estados Unidos.

## Carreira
A partir de 1976 Gorlov lecionou engenharia mecânica na Northeastern University, combinando com um extenso trabalho de pesquisa na área de aproveitamento de energia renovável a partir de fluxos de água e eólica. Na busca de seu sonho de obter energia hidrelétrica barata e ecológica, Gorlov desenvolveu turbinas helicoidais para uso nas correntes de rios, marés e mar aberto. Sua inovação levou a uma série de patentes para a turbina helicoidal Gorlov, que mostra uma grande promessa para aliviar a crise mundial no uso de energia. Esta invenção foi nomeada uma das 100 principais inovações da Popular Science em 2001. Uma das outras invenções de Gorlov - "Sistema de Proteção contra Caminhões Terroristas"- é certificada por quatro patentes nos Estados Unidos e é colocada na lista de equipamentos certificados do Departamento de Estado dos Estados Unidos. Isso permite que o sistema seja usado para a proteção de instalações vitais do governo, como usinas nucleares, bases militares em todo o mundo, embaixadas, pontes e túneis, além de outros possíveis alvos estratégicos de ataques terroristas.
Gorlov tem mais de 100 publicações técnicas, incluindo livros e 25 patentes nos Estados Unidos e internacionais em áreas como energia renovável, análise e projeto estrutural, mecânica teórica e projeto de pontes e túneis.

## Atividade internacional em engenharia
- Pontes e túneis (Rússia, projeto e construção)
- Usina hidrelétrica no projeto da Represa de Assuã no Rio Nilo (Egito)
- Usinas hidrelétricas nos rios Querã e Langanuri (Geórgia) e Lago Sevã (Armênia)
- Implementação de turbina helicoidal para extração de energia das marés no Estreito de Myeongnyang (Coreia) e Canal de Chacao no Chile

## Patentes
- A. M. Gorlov, Apparatus for harnessing tidal power, United States Patent 4,103,490, Aug 1, 1978.
- A. M. Gorlov, High volume tidal or current flow harnessing system, United States Patent 4,464,080, Aug 7, 1984.
- A. M. Gorlov, Terrorist vehicle arresting system United States Patent 4,759,655, July 26, 1988.
- A. M. Gorlov, Friction reduction for terrorist vehicle arresting system, United States Patent 5,026,203, June 25, 1991.
- A. M. Gorlov, Water gate array for current flow or tidal movement pneumatic harnessing system, United States Patent 5,074,710, Dec 24, 1991.
- A. M. Gorlov, Shutter for hydro-pneumatic current flow harnessing system, United States Patent 5,222,833, June 29, 1993.
- A. M. Gorlov, Unidirectional helical reaction turbine operable under reversible fluid flow for power systems, United States Patent 5,451,137, Sept. 19, 1995.
- B. L. Istorik, I. B. Chpolianski, A. M. Gorlov, Unidirecional reaction turbine operable under reversible fluid from flow, United States Patent 5,451,138, Sept 19, 1995.
- A. M. Gorlov, Helical turbine assembly operable under multidirectional fluid flow for power and propulsion systems, United States Patent 5,642,984, July 1, 1997.
- A. M. Gorlov, Helical turbine assembly operable under multidirectional gas and water flow, United States Patent 6,155,892, Dec 5, 2000.
- A. M. Gorlov, Method for maintaining flotation using a helical turbine assembly, United States Patent 6,253,700, July 3, 2001.
- A. M. Gorlov, System for providing wind propulsion of a marine vessel using a helical turbine assembly, United States Patent 6,293,835, Sept 25, 2001.

## Artigos
- — (1979). «The Propagation of Plastic Zones Around the Tip of a Crack in a Circular Torsional Shaft». J. Appl. Mech. 46 (2): 458–459. Bibcode:1979JAM....46..458G. doi:10.1115/1.3424572
- — (1984). «Disaster of the 1-95 Mianus River bridge. Where could lateral vibration come from?». J. Appl. Mech. 51 (3): 694–696. Bibcode:1984JAM....51..694G. doi:10.1115/1.3167697
- — (1992). «A new opportunity for hydro: Using air turbines for generating electricity, Hydro Review». 11 (5)
- — (1995). «The helical turbine: A new idea for low-head hydro». Hydro Review. 14 (5)
- — (1998). «Helical turbines for the Gulf Stream : Conceptual approach to design of a large-scale floating power farm». Marine technology. 35 (3): 175–182
- — (2009). «Tidal energy» (PDF). In:  Steele, J. H.; Thorpe, S. A.; Turekian, K. K. Elements of Physical Oceanography: A derivative of the Encyclopedia of Ocean Sciences. [S.l.]: Academic Press. pp. 103–109[ligação inativa]
- — (1998). «Turbines with a twist». In:  Kitzinger, U.; Frankel, E. G. Macro-Engineering and the Earth: World Projects for the Year 2000 and Beyond. Chichester: Horwood Publishing. pp. 1–36
- —; Gorban, A. N.; Silantyev, V. M. (2001). «Limits of the Turbine Efficiency for Free Fluid Flow». Journal of Energy Resources Technology. 123 (4): 311–317. CiteSeerX 10.1.1.7.9800. doi:10.1115/1.1414137
- — (2002). «The Helical Turbine and Its Applications for Hydropower Without Dams». ASME Conf. Proc. pp. 257–264. doi:10.1115/IMECE2002-33193
- — (2004). «Harnessing Power from Ocean Currents and Tides». Sea Technol. 45 (7): 40–43. Consultado em 8 de maio de 2011. Cópia arquivada em 29 de agosto de 2012